# Lugu i Baranit

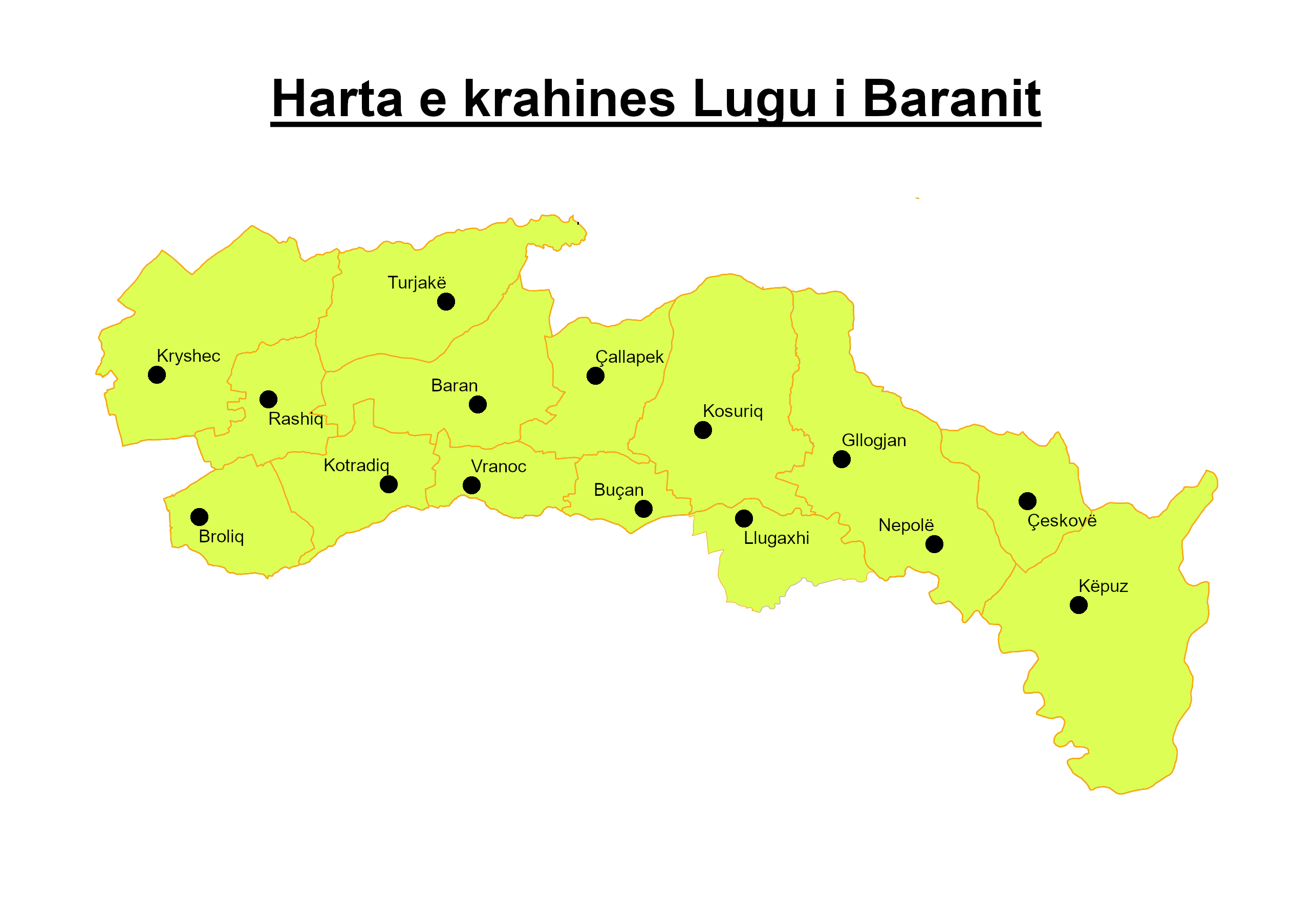
Eine Karte von Lugu i Baranit

Lugu i Baranit (serbisch Барански љуг Baranski Ljug, zu Deutsch: Baran Tal) ist eine ethnografische Region innerhalb der Region Metochien (albanisch Rrafsh i Dukagjinit) im Kosovo.

## Geographie
Lugu i Baranit liegt ostnordöstlich von Deçan. Die Region erstreckt entlang des Nordufers des Flusses Bistrica e Deçanit zwischen dem Flussufer und dem Hügelzug, der nördlich davon ebenfalls in West-Ost-Richtung verläuft. Im Osten endet die Region am Weißen Drin. Die Fläche des rund 15 Kilometer langen und durchschnittlich etwa zwei Kilometer breiten Gebiets beträgt rund 75 km². Von einer Höhe von 349 m. i. J. am Drin steigt das Gelände bis auf 522 m. i. J. (Mali i Duboçakës) an.
Auf der Nordseite des Hügelzugs bis zur Bistrica e Pejës liegt die Region Lugu i Pishtanit, nördlich vom Fluss die Region Lugu i Leshanit.
Lugu i Baranit umfasst insgesamt 15 Dörfer, von denen 13 zu der Gemeinde Peja und zwei zur Gemeinde Klina gehören.
- Broliq
- Vranoc
- Kryshec
- Baran
- Këpuze
- Rashiq
- Turjakë
- Kotradiq
- Llugaxhi
- Kosuriq
- Buçan
- Çallapek
- Çeskovë
- Nepolë
- Gllogjan

## Geschichte
Lugu i Baranit ist eine Region im Kosovo, die auf eine lange und reichhaltige Geschichte zurückblickt, die bis in die prähistorische Zeit reicht. Archäologische Ausgrabungen in der Region haben Beweise für eine kontinuierliche Besiedlung erbracht, wobei Funde aus der Jungsteinzeit, wie Pfeilspitzen, Dolche und andere Artefakte, auf frühe menschliche Aktivitäten hinweisen. Diese Funde deuten darauf hin, dass Lugu i Baranit bereits vor mehreren Jahrtausenden von Menschen bewohnt war, die das Land bewirtschafteten und grundlegende landwirtschaftliche Techniken entwickelten.
Besonders im Mittelalter war die Region wirtschaftlich und sozial stark von der Landwirtschaft geprägt. Die Bauern von Lugu i Baranit waren in dieser Zeit zur Abgabe von landwirtschaftlichen Erträgen verpflichtet, um die Feudalherren und die Kirche zu unterstützen. Diese Abgaben bestanden vor allem aus Getreide, Vieh und anderen landwirtschaftlichen Produkten und bildeten einen wesentlichen Teil der Wirtschaft. Das ländliche Wirtschaftssystem war von einem tiefen Abhängigkeitsverhältnis zwischen der bäuerlichen Bevölkerung und den Feudalherren sowie kirchlichen Institutionen geprägt. Die Kirche spielte dabei eine zentrale Rolle, nicht nur als religiöse, sondern auch als wirtschaftliche Macht, da sie große Ländereien besaß und die Kontrolle über die landwirtschaftlichen Erträge ausübte.
Während der osmanischen Herrschaft setzte sich dieses System weitgehend fort. Die Bauern mussten weiterhin hohe Steuern und Abgaben leisten, oft unter harten sozialen und wirtschaftlichen Bedingungen. Die Feudalherren und die Kirche behielten ihre dominierende Rolle in der Verwaltung und Nutzung des Landes, während die osmanischen Behörden das System der Besteuerung und Landverteilung überwachten.
Die Region Pejë, zu der Lugu i Baranit gehört, wurde ebenfalls durch den Einfluss byzantinischer und später osmanischer Architekturen geprägt, was sich in den historischen Klöstern und Kirchen zeigt, wie etwa dem Kloster Hilandar und dem Kloster Decani. Diese Gebäude sind wichtige Zeugnisse des kulturellen Erbes der Region und verdeutlichen die religiöse Bedeutung, die Pejë und seine Umgebung im Laufe der Jahrhunderte erlangten.
Im 19. und 20. Jahrhundert war die Region Schauplatz bedeutender politischer Umwälzungen. Lokale Bauern und politische Führer organisierten Widerstände gegen die osmanischen Feudalherren und später gegen die jugoslawische Besatzung. Diese Aufstände wurden oft durch die harten wirtschaftlichen Bedingungen und die sozialen Ungerechtigkeiten motiviert, unter denen die ländliche Bevölkerung litt. Auch im Zuge des Balkankrieges und späterer Auseinandersetzungen spielte Lugu i Baranit eine wichtige Rolle im Kampf um nationale Unabhängigkeit und Selbstbestimmung.
Dörfer von Lugu i Baranit waren bereits 1998 stark von den Kämpfen des Kosovokrieges betroffen. Im September 1998 zündeten Polizei und die Jugoslawische Volksarmee viele Häuser in der Region an, weshalb viele Dorfbewohner nach Montenegro fliehen mussten. Lokale Vertreter der Kosovo-Albaner berichteten, dass von Mai 1998 bis Januar 1999 zehn Menschen getötet, 15 verletzt und 20 verhaftet worden waren.

## Klima
Lugu i Baranit, Teil einer größeren geografischen Region mit ähnlichen natürlichen Elementen, teilt das Klima mit der umliegenden Gegend, darunter Peja. Die Region hat ein kontinentales Klima mit einer durchschnittlichen jährlichen Temperatur von etwa 11,6 °C. Der Sommer ist lang und warm, mit Schnee zwischen Dezember und März. Die niedrige Januar-Temperatur beträgt 0,5 °C, während es im Juli 22 °C sind. Die jährlichen Niederschläge in Peja betragen etwa 46 mm im Juli, im Dukagjin-Bezirk 879 mm. Die Gegend ist windgeschützt und erfährt Einflüsse mediterraner Luftströmungen. Wassermangel im Sommer wird durch künstliche Bewässerung, insbesondere durch den Fluss Bistrica e Deçanit, ausgeglichen.

## Bevölkerung
Die Volkszählung in der Republik Kosovo vom 1. April 2011 ergab, dass in der Region Lugu i Baranit 1015 Menschen lebten, die sich zu etwa 98,2 % als Albaner bezeichneten.
| Volkszählung | 1948 | 1953 | 1961 | 1971 | 1981  | 1991  | 2011  |
| ------------ | ---- | ---- | ---- | ---- | ----- | ----- | ----- |
| Einwohner    | 6785 | 6854 | 7712 | 9467 | 11214 | 11892 | 10105 |